# Мирјана Карановић
Мирјана Карановић (Београд, 28. јануар 1957) српска је позоришна, филмска и телевизијска глумица.

## Биографија
Мирјана Карановић је рођена у Београду 28. јануара 1957. године. Глуму је дипломирала на Факултету драмских уметности у Београду 1984. године, на класи професора Миленка Маричића, заједно са Љиљаном Благојевић, Меримом Исаковић и Мимом Караџићем На филму је дебитовала 1980. године насловном улогом у филму Срђана Карановића Петријин венац. Светску славу је стекла улогом мајке у филму Емира Кустурице Отац на службеном путу.
Године 2005. појавила се у филму Грбавица који је првенац редитељке из БиХ Јасмиле Жбанић. Филм је добио златног медведа на Берлинском филмском фестивалу. У њему Мирјана Карановић игра мајку која заједно са ћерком преживљава период после балканских ратова са краја XX века.
На Академији уметности у Београду изабрана је 2001. у звање ванредног и 2007. у звање редовног професора на предмету Глума. Декан Академије уметности била је у два мандата, од 2001. до 2003. и од 2009.
Године 2010. је учествовала у радионици за глумце и редитеље на Филмском фестивалу у Утрехту и Позоришној радионици на Позоришном фестивалу у Боготи.
Једна је од пет глумица које су двапут добиле награду Златна арена у Пули. Након улоге у филму „Грбавица”, који је награђен „Златним медведом”, 2006. године била је номинована од стране Европске филмске академије за најбољу глумицу европског филма.
Такође је истакнута по активизму у борби за људска права, учешћу у антиратним протестима и борби против националне, расне, верске и социјалне дискриминације. Активни је ЛГБТ лобиста и носилац титуле „геј икона“.
Добитница је многобројних награда и признања. Активно игра у позоришту, на филму и телевизији. Од 2021. је стални члан Београдског драмског позоришта.
Удружење драмских уметника Србије објавило је монографију о Мирјани Карановић. Аутор монографије је Татјана Њежић, новинар и публициста. Монографија садржи преко 130 фотографија и попис позоришних, филмских и телевизијских улога, награда и признања.
Емир Хаџихафизбеговић, управник Камерног театра покренуо је иницијативу за проглашавање Мирјане Карановић почасном грађанком Сарајева што је и постала на дан града Сарајева 6.априла 2019.године. Осим ње, на седници града, почасним грађанима Сарајева проглашени су и Крунослав Цигој (постхумно) и Крис Смит.
У свом редитељском првенцу „ Добра жена“ 2016.године Мирјана отвара тему суочавања са прошлошћу и ратним злочинима.
2022. започиње снимање филма „Мајка Мара“ у њеној режији о успешној пословној жени која бива принуђена да промени свој живот из корена услед губитка сина јединца. Као продуцент филма појављује се продукцијска кућа „This and That Productions“, а заједно са Мирјаном у писању сценарија учествовали су Маја Пелевић и Огњен Свиличић.
На последњој седници паневропског копродукционог фонда Еуримагес у 2021, на којој су се бирали пројекти који ће добити подршку, одлучено је да међу изабранима буде и пројекат овог дугометражног играног филма.
Главна продуценткиња филма је Снежана Ван Хаувелинген, а копродуценти филма су Паул Тилтгес и Адриен Шеф (ПТД, Луксембург), Владимир Булајић (Децембер, Словенија), Немања Бечановић (ВХС, Црна Гора), и Дамир Ибрахимовић (Деблокада).

## Награде и признања
Добитница је бројних позоришних и филмских награда интернационалног карактера. Награђена је осам пута на међународним филмским фестивалима и још осам пута номинована за награде.
- Добричин прстен за животно дело, највећа глумачка награда која се додељује у Србији, 2019.
- Награда Жанка Стокић за глумачку личност која је обележила позоришне и филмски живот Србије својом стваралачком зрелошћу и богатством глумачког израза, 2011
- Стеријина награда за улогу Мице у представи Мрешћење шарана, 1985.
- Стеријина награда за улогу у представи М. И.Р.А, 2019.
- Статуета Ћуран за улогу Мице у представи Мрешћење шарана, 1985.
- Статуета Ћуран за улогу Живке у представи Госпођа министарка, 1996.
- Златна арена за најбољу главну женску улогу за улогу у филму Отац на службеном путу, 1985.
- Златна арена за најбољу главну женску улогу у филму Петријин венац, 1980.
- Гран при — Ћеле Кула за улогу у филму Отац на службеном путу, 1985.
- Гран при — Ћеле Кула за улогу у филму Петријин Венац, 1980.
- Повеља за женску улогу на Филмским сусретима у Нишу, за улоге у филмовима Чекај ме, ја сигурно нећу доћи и Тамо и овде, 2009.
- Четири годишње награде ЈДП-а
- Награда за најбољу женску улогу у филму Вир на 42. Софесту 2013. године
- Глумачка награда Театар-феста „Петар Кочић” за главну улогу у представи Драма о Мирјани и овима око ње у Бањалуци, 2012.
- Француски орден витеза уметности и књижевности, 2012.[15]
- Награда „Вељко Маричић” за најбољу женску улогу, за улогу Мирјане у представи Драма о Мирјани и овима око ње, 18. Међународни фестивал малих сцена у Ријеци, 2011.
- Награда „Марул”, за глумачко остварење за улогу Мирјане у представи Драма о Мирјани и овима око ње, „Марулићеви дани”,2011
- Гран при Сусрета за најбољу женску улогу за улогу Мирјане у представи Драма о Мирјани и овима око ње, 27. Сусрети позоришта БиХ у Брчком, Брчко, БиХ 2011.
- „Златни ловоров вијенац за допринос позоришној уметности”, 50. МЕСС, Сарајево, БиХ 2011.
- Награда фестивала „Дани Сарајева” 2010.
- Награда „Златни ловоров вијенац” за улогу Федре у представи Федрина љубав, Фестивал МЕСС, Сарајево, БиХ 2009.
- Награда „Освајање слободе” за афирмацију принципа људских права, правне државе, демократије и толеранције, Фонд „Маја Маршићевић — Тасић” 2009.
- Награда „Константин Обрадовић” за унапређење културе људских права за 2009.
- Награда на Арт филм фестивалу 2007.
- Награда за најбољу женску улогу у филму Грбавица на Бриселском Европском фестивалу 2006
- Специјална награда за глуму у представи Мрешћење шарана
- Награда „Златна маска” за најбољу улогу у представи Мрешћење шарана
- Награда „Златни ловоров вијенац” за најбољу глумицу МЕСС-а 2004, у представама Хелверова ноћ и Молијер — још један живот, Сарајево, 2004.
- Награда Александар Лифка (2020)
- Награда Павле Вуисић (2023)[16]

## Улоге
| Год.       | Назив                                         | Улога                                 |
| ---------- | --------------------------------------------- | ------------------------------------- |
| 1980.-те   |                                               |                                       |
| 1980.      | Петријин венац                                | Петрија                               |
| 1980.      | Мајстори, мајстори                            | Дуња                                  |
| 1981.      | Топола са терасе (ТВ)                         | Ана                                   |
| 1981.      | Случај Богољуба Савковића Ливца (кратак филм) |                                       |
| 1981.      | Стари Београд (ТВ)                            |                                       |
| 1981.      | Била једном љубав једна (филм)                |                                       |
| 1981.      | Пад Италије                                   | Маре                                  |
| 1982.      | Београд некад и сад (ТВ)                      | Љуба/Буба/Ингрид                      |
| 1982.      | Казивања (ТВ)                                 |                                       |
| 1982.      | Двије половине срца                           | Мајка                                 |
| 1983.      | Имењаци (ТВ серија)                           |                                       |
| 1984.      | Камионџије опет возе                          | Алапача                               |
| 1984.      | Беле удовице (ТВ)                             |                                       |
| 1984.      | Провинција у позадини (ТВ)                    |                                       |
| 1985.      | Томбола (ТВ)                                  | Олга, Душанова жена                   |
| 1985.      | Живот је леп                                  | Стоперка                              |
| 1985.      | Отац на службеном путу                        | Сенија Сена Зољ                       |
| 1986.      | Родољупци (ТВ)                                | Зеленићка                             |
| 1986.      | Покондирена тиква (ТВ)                        | Фема                                  |
| 1986.      | Обећана земља                                 |                                       |
| 1987.      | Увек спремне жене                             | Мајстор                               |
| 1987.      | На путу за Катангу                            | певачица Зана                         |
| 1987.      | Марјуча или смрт                              | Марјуча                               |
| 1988.      | Дом Бергманових (ТВ)                          | Ана                                   |
| 1988.      | Срце и њена деца                              | Срце                                  |
| 1988.      | The Fortunate Pilgrim (мини-серија)           | Клара                                 |
| 1989.      | Време чуда                                    | Марта                                 |
| 1989.      | Стремницка (ТВ)                               | Исидора Секулић                       |
| 1989.      | Сабирни центар                                | Јелена Катић                          |
| 1990.-те   |                                               |                                       |
| 1991.      | Холивуд или пропаст (ТВ)                      |                                       |
| 1991.      | Мала                                          | Божидарка                             |
| 1993.      | Букет (кратак филм)                           |                                       |
| 1993.      | Фазони и Форе (серија)                        | Алапача                               |
| 1993.      | Боље од бекства                               | Радмила                               |
| 1994.      | Отворена врата (серија)                       | Зана                                  |
| 1995.      | Подземље                                      | Вера Попара                           |
| 1997.      | Три летња дана                                | газдарица                             |
| 1998.      | Код луде птице                                | као гост                              |
| 1998.      | Три палме за две битанге и рибицу             | Директорка                            |
| 1998.      | Буре барута                                   | Наталија                              |
| 1998.      | Породично благо (серија)                      | Сузана                                |
| 1999.      | Форма формалина (кратак филм)                 | Мајка                                 |
| 2000.-те   |                                               |                                       |
| 2002.      | Фазони и Форе 2 (серија)                      |                                       |
| 2002.      | Нетакнути сунцем (кратак филм)                | Мајка                                 |
| 2002.      | Казнени простор                               | Милијана                              |
| 2003.      | Јагода у супермаркету                         | власница супермаркета                 |
| 2003.      | Свједоци                                      | Мајка                                 |
| 2004.      | Трагом Карађорђа (серија)                     | мајка Марица                          |
| 2004.      | Живот је чудо                                 | Нада                                  |
| 2004—2006. | Стижу долари                                  | Невенка Крстић                        |
| 2005.      | Go West                                       | Ранка                                 |
| 2006.      | Живот је чудо (ТВ серија)                     | Нада                                  |
| 2006.      | Грбавица                                      | Есма                                  |
| 2006.      | Das Fräulein                                  | Ружа                                  |
| 2007.      | Крвна веза                                    | Хава                                  |
| 2007.      | Тегла пуна ваздуха (ТВ)                       | Љубица                                |
| 2007.      | Оно наше што некад бејаше (серија)            | Атанасова жена                        |
| 2008.      | Бела лађа (серија)                            | Лула Пантић                           |
| 2007—2008. | Вратиће се роде (серија)                      | Радмила Швабић                        |
| 2009.      | Тамо и овде                                   | Олга                                  |
| 2009.      | Неко ме ипак чека (ТВ)                        | мајка                                 |
| 2009.      | Чекај ме, ја сигурно нећу доћи                | Анђа                                  |
| 2010.-те   |                                               |                                       |
| 2010.      | На путу                                       | Нађа                                  |
| 2010.      | Торта са чоколадом (кратак филм)              | Вишња                                 |
| 2010.      | 1000 грама (кратак филм)                      | Дамилова мајка                        |
| 2012.      | Црна Зорица                                   | Мајка Петрана                         |
| 2012.      | Смрт човека на Балкану                        | Купац                                 |
| 2012.      | Вир                                           | Инспекторка                           |
| 2013.      | Дрво и љуљашка                                | Нина                                  |
| 2014.      | Споменик Мајклу Џексону                       | Даринка                               |
| 2014.      | Косач                                         | Мирјана                               |
| 2014.      | Цуре - Живот друге                            | Баба                                  |
| 2014.      | Једнаки                                       | Нина                                  |
| 2014.      | Три прозора и вешање                          | Марија/Журналиста                     |
| 2015.      | Ургентни центар (серија)                      | Нина                                  |
| 2015.      | Поред мене                                    | Директор школе                        |
| 2016.      | Добра жена                                    | Милена                                |
| 2016.      | Дневник машиновође                            | Јагода                                |
| 2016.      | Херострат (кратак филм)                       |                                       |
| 2016.      | Сумњива лица (серија)                         | Тина                                  |
| 2016–2021. | Убице мог оца (серија)                        | Директорка полиције Загорка Обрадовић |
| 2017.      | Реквијем за госпођу Ј                         | Госпођа Ј                             |
| 2017.      | Пусти ме да нађем срцу лек                    | Ната                                  |
| 2017.      | Каталина                                      | мајка                                 |
| 2019.      | Дневник Дијане Будисављевић                   | Мира Кушевић                          |
| 2019.      | Друга шанса                                   | Ангелина                              |
| 2020.-те   |                                               |                                       |
| 2020.      | Слатке муке                                   | Дубравка                              |
| 2020.      | Маре                                          | мајка                                 |
| 2021.      | Породица (мини-серија)                        | Мира Марковић                         |
| 2021.      | Тома                                          | Косара Здравковић (Томина мајка)      |
| 2021.      | Адвокадо (серија)                             | мајка Лахорка                         |
| 2023.      | Тома (серија)                                 | Косара Здравковић (Томина мајка)      |
| 2024.      | Мајка Мара                                    | Мара                                  |
| 2024.      | Павиљон (филм)                                |                                       |
| 2024.      | Апсурдни експеримент                          |                                       |